# Col du Platzerwasel
Le col du Platzerwasel  est un col routier du massif des Vosges, situé dans le Haut-Rhin, en France, à 1 183 mètres d'altitude.

## Géographie
Dans un environnement forestier, il est emprunté par la RD 27.

## Cyclisme

### Tour de France
Passage en tête :
- 1967 : Jesús Aranzabal  Espagne
- 2009 : Sylvain Chavanel  France (13e étape)
- 2014 : Joaquim Rodríguez  Espagne (10e étape)
- 2023 : Felix Gall  Autriche (20e étape)

### Tour de France Femmes
Il est au programme de la 7e étape du Tour de France Femmes 2022, classé en 1re catégorie. Annemiek van Vleuten le passe seule en tête.